# Исталсна (станция)
И́сталсна (латыш. Istalsna) — железнодорожная станция на линии Резекне II — Зилупе, ранее являвшейся частью Московско-Виндавской железной дороги. Находится на территории Иснаудской волости Лудзенского края Латвии. Код по классификации СССР — 11201.

## История
На картах времён Первой мировой войны примерно на месте станции Исталсна обозначена станция Otschy. Официально считается, что станция открыта в 1928 году (в 1931 году) под названием Пумпури и переименована в Исталсна в 1934 году.